# Buitengebied (Rusland)
Het buitengebied of landelijk gebied (Russisch: Межселенные территории; Mezjselennye territorii; letterlijk "tussenwoonkernlijke gebieden" of "buitenwoonkernlijke gebieden") zijn gebieden buiten het grondgebied van bewoonde plaatsen, die direct onder het bestuur van het gemeentelijk district vallen.
Volgens de Russische wet kunnen dergelijke gebieden gecreëerd worden in dunbevolkte deelgebieden van Rusland. De omvang van buitengebieden kan variëren; in gemiddeld en dichtbevolkte gebieden komen ze praktisch niet voor, terwijl in dunbevolkte gebieden, zoals in het Hoge Noorden en het Russische Verre Oosten, soms bijna het hele deelgebied bestaat uit buitengebieden.
Qua bestuur worden alle besluiten met betrekking tot lokale zaken binnen deze gebieden genomen door de gemeentelijke districten waarbinnen ze vallen. Ook worden bij de wet alle inkomsten van lokale budgetten opgenomen in het algemene budget van het gemeentelijk district.